# Dezső Szabó
Pour les articles homonymes, voir Szabó et Dezső Szabó (homonymie).
Dezső Szabó, né le 10 juin 1879 à Kolozsvár en Transylvanie (aujourd'hui Cluj en Roumanie) et mort le 5 janvier 1945 à Budapest, était professeur de hongrois et de français et a enseigné dans plusieurs villes de province, il était aussi linguiste et écrivain.
Il présente de petits essais à la revue littéraire Nyugat. D’abord favorable à la révolution de 1918 en Hongrie, il fustige violemment la République des Conseils de Béla Kun. En 1919, il publie le livre le plus important de sa carrière d’écrivain, Az elsodort falu (Un village à la dérive).
D. Szabó collabore au journal Virradat (Aube), l’un des journaux les plus antisémites de l’après-guerre, et produit 44 articles d’importance en trois années. Ses articles s’adressent à la nation, multipliant les alertes sur sa faiblesse dans un langage apocalyptique. Mais la contre-révolution ne satisfait pas davantage l’écrivain qui émigre en Transylvanie à la fin des années 1920. Il se dresse contre le Fascisme allemand (Nazisme) et ses partisans en Hongrie, le régime Horthy. Son influence, grande dans les années 1920, stagne et dépérit dans la décennie suivante. Il meurt au cours du siège de Budapest en 1945.